# Yaí Fontes
Yaí Fontes, vollständiger Name Yaí Andrés Fontes Tomé, (* 22. April 1988 in Rivera) ist ein uruguayischer Fußballspieler.

## Karriere

### Verein
Der 1,82 Meter große Torhüter Fontes gehörte zu Beginn seiner Karriere von Mitte 2006 bis Ende Juli 2008 der Reservemannschaft (Formativas) der Montevideo Wanderers an. Anschließend wechselte er zum Zweitligisten Durazno FC, für den er in der Apertura 2008 14, in der Clausura 2009 acht, in der Apertura 2009 neun, in der Clausura 2010 elf und in der Spielzeit 2010/11 mindestens sechs Spiele in der Segunda División absolvierte. Es folgte eine Karrierestation bei El Tanque Sisley. Von 2010 bis 2013 wird er als Spieler des brasilianischen Klubs 14 de Julho geführt. Riograndense ebenfalls im Jahr 2013 und 2014 der EC Internacional (RS) waren seine weiteren Arbeitgeber.

### Nationalmannschaft
Fontes spielte für die U-17-Auswahl Uruguays. Er war auch Mitglied der uruguayischen U-20-Nationalmannschaft. Fontes gehörte den Aufgeboten bei der U-20-Südamerikameisterschaft 2007 und bei der U-20-Weltmeisterschaft 2007 an. Im WM-Turnier kam er nicht zum Einsatz.